# 甲基姜黄素
甲基姜黄素是一种有机化合物，化学式为C22H22O6，它是姜黄素的一个酚羟基被甲基化的产物，可由姜黄素和碘甲烷反应制得。它在生物体内具有抗氧化作用。